# Kelnek község
Kelnek község (románul: Comuna Câlnic) község Fehér megyében, Romániában. Központja Kelnek, hozzá tartozik Dál.

## Népessége
A 2011-es népszámlálás adatai alapján a község népessége 1681 fő volt.

## Története
2004-ben kivált belőle Kútfalva, és önálló községgé lett.